# Kolwezita
La kolwezita és un mineral de la classe dels carbonats.

## Característiques
La kolwezita és un carbonat de fórmula química CuCoCO₃(OH)₂. Cristal·litza en el sistema triclínic. La seva duresa a l'escala de Mohs és 4. Probablement formi part del grup de la rosasita.
Segons la classificació de Nickel-Strunz, la kolwezita pertany a «05.BA: Carbonats amb anions addicionals, sense H₂O, amb Cu, Co, Ni, Zn, Mg, Mn» juntament amb els següents minerals: georgeïta, glaucosferita, malaquita, mcguinnessita, nul·laginita, pokrovskita, rosasita, zincrosasita, txukanovita, auricalcita, hidrozincita, holdawayita, defernita, loseyita i sclarita.

## Formació i jaciments
Va ser descoberta l'any 1980 a la mina Musonoi, al Kolwezi, a la regió de Katanga, a la República Democràtica del Congo. També ha estat descrita a les prospeccions de Tuckerville, al comtat de Hinsdale (Colorado, Estats Units), a les mines de Kamariza, a Agios Konstantinos, (Lavrion, Grècia), a la pedrera Prangenhaus, a Wülfrath (Rin del Nord-Westfàlia, Alemanya), i a la mateixa República Democràtica del Congo també ha estat descrita a diversos indrets de Kolwezi i Kamoto.